# Мистер Исключительный и его друзья
«Мистер Исключительный и его друзья» (англ. Mr. Incredible and Pals) — анимированный короткометражный фильм 2005 года, выпущенный Pixar, вышла на DVD одновременно с мультфильмом «Суперсемейка». В нем представлены персонажи Мистер Исключительный и Фреон из фильма, а также кролик по имени Мистер Скиппердо.
Фильм снят в стиле низкокачественной анимации, пародирующей телевизионные субботние утренние мультфильмы, которые транслировались в 1950-е и 1960-е годы. За это время телевизионные студии анимации были заключены контрактами на то, чтобы выпустить большое количество продукта на низких бюджетах, и это привело к большому количеству телевизионных мультфильмов, которые высмеивались и издевались над телевизионными критиками, фильмами и анимационных историков и зрителей в целом. Мистер Исключительный и его друзья дает примеры этого стиля низкобюджетной телевизионной анимации, которая создавала стереотипные тарифы.
По состоянию на 2017 год, «Мистер Исключительный и его друзья» является первым из трех короткометражных фильмов, созданных Pixar Animation Studios в котором используется 2D-графика. Второй фильм «Твой друг — крыса» был выпущен в 2007 году и включен в состав выпуска DVD «Рататуй», третий, «День и ночь», выпущенный в 2010 году, был приложен к театральному выпуску «История игрушек: Большой побег». В последующих двух фильмах представлена комбинация ручной работы и анимации CGI.

## Сюжет
Эпизод начинается с Мистера Исключительного, Фреона и Мистера Скиппердо, которые находят какую-то лампочку, которая принадлежит злодейке по имени Леди Светля-жук (описанный Мистером Исключительным как «зловещая, но прекрасная») она украла мост, соединяющий город, оставив машины застрявшими с обеих сторон реки в ловушке. Решив изменить ситуацию, Фреон строит временный мостик изо льда, а три героя отправляются на поиски врага.
Прибыв на заброшенный карнавал, Мистер Исключительный отправляется на поиски леди Светля-жука, поднимая различные предметы, заявляя, что она ни под одной из них. Мистер Скиппердо ощутил и подсказывает, что пропавший мост находится позади него. В этот момент вылетает леди Светля-жук и сообщает им весь свой злой план, что кража моста, создаёт массивные пробки и тем самым разрушет их экономику.
Затем она связывает Фреона, но Мистер Исключительный бросает на неё колесо обозрения, мимо которого она уклоняется. Затем он прыгает на американские горки и взлетает к леди. Мистер Исключительный выбивает её из воздуха, оставляя её побеждённой.
Отсутствующий мостик восстанавливается, и всё возвращается к нормальной жизни благодаря Мистеру Исключительному, Фреону и Мистеру Скиппердоу. В конце эпизода есть краткий тизер следующего эпизода с гигантским антропоморфным ухом кукурузы, который говорит: «Я сокрушу вас, Мистер Исключительный!», Затем злобно смеётся, когда двое готовятся сражаться.